# Dessewffy Marcel
Cserneki és tarkői gróf Dessewffy Marcel (Bűdszentmihály, 1813. március 14. – Fót, 1886. február 27.) magyar jogász, társadalomtudós, nagybirtokos.

## Élete
Gróf Dessewffy József (1771-1845) és gróf Sztáray Eleonóra (1780-1849) fia, gróf Dessewffy Emil, a Magyar Tudományos Akadémia elnöke bátyja volt. Nevelőktől nyerte a szülői háznál a középiskolai tárgyakban kiképzését; az európai műveltségű atyja különösen súlyt fektetett a classikus és modern európai nyelvek elsajátítására s aesthetikai érzékének fejlesztésére. Kiváló zenei tehetségnek bizonyult, a nyelvek elsajátításában pedig ritka emlékező tehetséggel birt; hetvenéves korában is egész részleteket elmondott Homéroszból, Horatiusból, Goethéből, Petrarcából vagy Jean Racine-ből egyaránt.
A jogot Kassán elvégezvén, Pesten a curiánál ügyvédi oklevelet szerzett, de sohasem volt szándékában ügyvédi gyakorlatot folytatni. A közszolgálat sem felelt meg eszményi hajlamainak és erősen kifejlett függetlenségi érzetének. Társadalmi kérdésekben korán adott kifejezést radikális eszméinek; ez azonban atyjának nem volt inyére; azért elküldte őt közigazgatási gyakorlatra Fiuméba, rokonuk gr. Vécsey gubernátor mellé. 
Marcel gróf nem engedte magát az ő eszményi világában háborgattatni; ő az egész emberi nem boldogulásának utait kutatva, összes munkásságát az örök béke s létesülésének ethikai s politikai feltételei vették igénybe. Minden nyilvános szereplésről lemondva a nyugodt contemplatio magányába vonult, hogy emberboldogító ideáit annál háborítatlanabbul érlelhesse.

## Munkái
- Nehány szó a közönséghez a hitel, taglalat és világ ügyében. Kassa, 1832 (Gr. D. Aurél és Emillel együtt. Ugyanaz németűl Pest, 1833)
- Der politisch-sociale Radicalismus der Neuzeit. In seinen Doctrinen beleuchtet. Wien. 1851 (2. kiadás. Uo. 1860)
- Beiträge zur Doctrin des menschlichen Friedens. Pesth, 1861

Kéziratban maradt nagy műve, utolsó huszonöt életévének munkája, a világbéke biztosításának intézményes kellékeit birálja; ebből mutatványokat közölt az Ország-Világ 1885. és 1886-ban.